# Jan Stryczyński

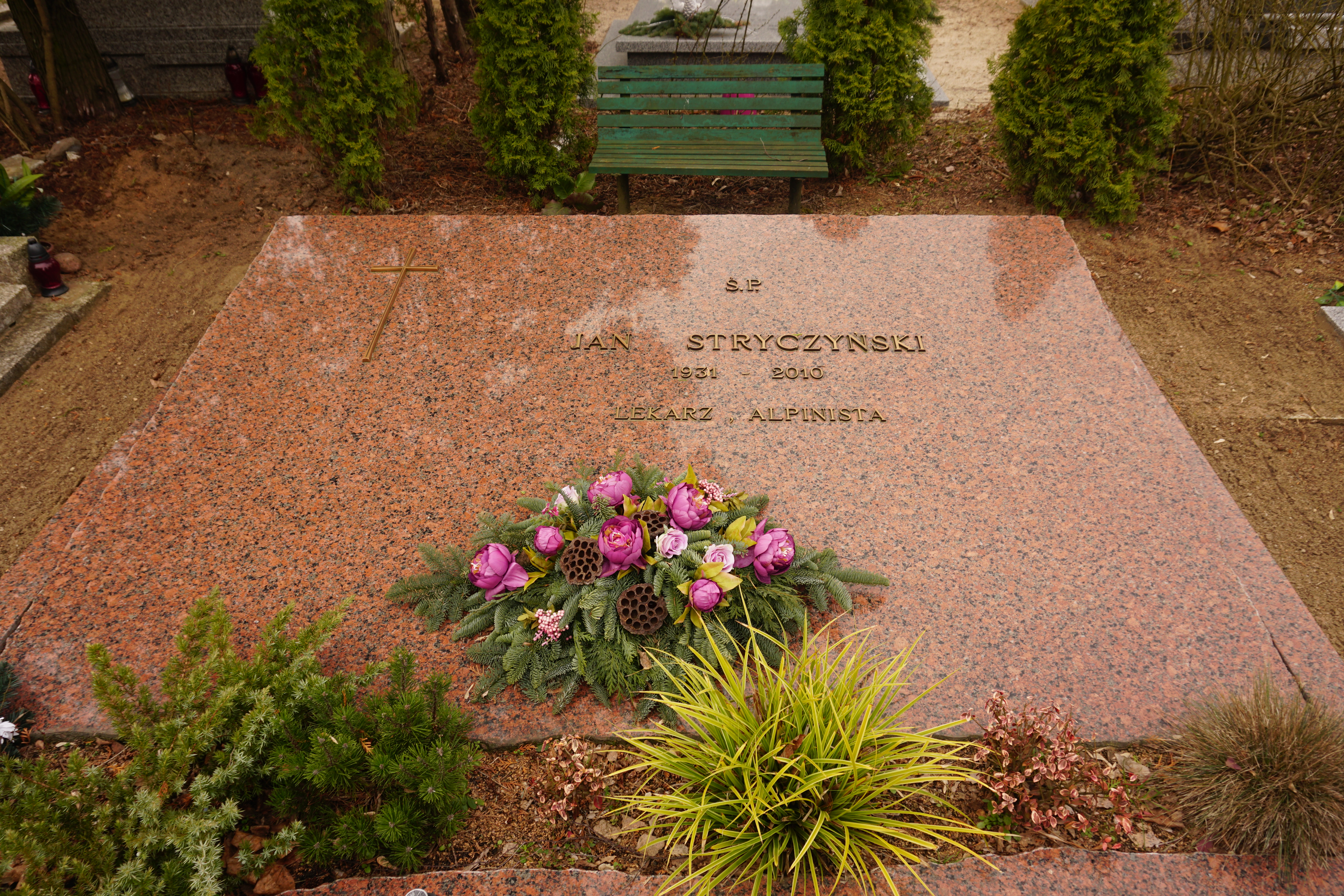
Grób Jana Stryczyńskiego na Cmentarzu Junikowskim

Jan Stryczyński (ur. 12 kwietnia 1931, zm. 4 czerwca 2010 w Poznaniu) – polski lekarz radiolog, taternik i alpinista, uczestnik wypraw w najwyższe góry świata, autor szeregu pierwszych przejść i wejść.

## Życiorys
Pracował w Szpitalu Miejskim im. Józefa Strusia w Poznaniu, a następnie był organizatorem i długoletnim kierownikiem Zakładu Radiologii w Wojewódzkim Szpitalu Zespolonym w tym mieście.
Jako wspinacz debiutował w roku 1953 w Tatrach, w których wspinał się najczęściej ze Stanisławem Zierhofferem. Następnie – poza wyjazdami w bliższe Alpy – brał udział w wielu wyprawach w Kaukaz, Hindukusz, Atlas Wysoki, na Spitsbergen, w Ruwenzori, Karakorum, Himalaje i Andy (Cordillera Blanca).
W Alpach do jego najlepszych osiągnięć należały:
- filar Bonattiego na Petit Dru (1961),
- Aiguille Verte przez Nant Blanc (1961),
- pierwsze przejście zimowe północno-wschodniego filara Les Droites (1963),
- północna ściana Triglava w Alpach Julijskich drogą górnokraińską (1964),
- drugie przejście drogi Bonattiego na północnej ścianie Matterhornu (1966)
- droga Laupera na Eigerze (1967).

Poza kontynentem europejskim miał w dorobku m.in. wejścia na 23 dziewicze szczyty, w tym 17 pierwszych wejść na szczyty Spitsbergenu. Wśród pozostałych były pierwsze wejścia tak wysokiej rangi, jak: Kohe Nadir Shah (6815 m n.p.m., 29 sierpnia 1962, w drugim zespole) i Kohe Mandaras (6631 m n.p.m., 4 września 1962) w Hindukuszu, Kunyang Chhish (7852 m n.p.m., 26 sierpnia 1971) w Karakorum, południowy szczyt Pika Skalistego (5610 m n.p.m., 1 sierpnia 1972) oraz Pik Drużby (ok. 5200 m, 14 VIII 1972) w Hisaro-Ałaju.
Był czynnym działaczem w środowisku poznańskich alpinistów. W kadencji 1967–71 był prezesem Koła Poznańskiego Klubu Wysokogórskiego, a w latach 1973–75 i 1979–81 wiceprezesem Klubu Wysokogórskiego w Poznaniu. Przez dwie kadencje (1967–69 i 1973–75) należał do zespołu Sądu Koleżeńskiego KW i Polskiego Związku Alpinizmu. Za swe zasługi został obdarzony członkostwem honorowym Klubu Wysokogórskiego Poznań (1987) i PZA (2003). Był odznaczony Złotym Medalem za Wybitne Osiągnięcia Sportowe i Medalem 100-lecia Alpinizmu Polskiego.
Pochowany został 11 czerwca 2010 r. na Cmentarzu Junikowskim w Poznaniu (pole 9-6-D-4).